# Fadela Amara
Fadéla Amara, también conocida como Fatiha Amara (25 de abril de 1964) es una feminista francesa cuyo trabajo se centra en la defensa de los derechos de las chicas de las barriadas obreras. FueSecretaria de Estado a cargo de la Política de la Ciudad en el Ministerio de Vivienda y urbanismo del gobierno del primer ministro de Francia François Fillondesde 2007 a 2010 y también preside la organización Ni putas ni sumisas.

## Biografía
Amara procede de una familia de origen argelino (Cabilia, Argelia) instalada en una barriada obrera del distrito de  Clermont-Ferrand (Auvernia, Francia). La mayor parte de sus vecinos eran musulmanes, inmigrantes procedentes de Magreb. Nació en una familia de cuatro hermanas y seis hermanos. Su padre trabajaba como jornalero durante la semana y en los mercados durante los fines de semana mientras su madre trabajaba como ama de casa. Desde temprana edad aprendió de su padre a valorar la solidaridad; él enviaba una parte de su dinero a Argelia y guardaba otra parte para los pobres del distrito pese a que su situación económica no era muy buena.
En 1978, a sus 14 años, Fadela Amara presenció un drama que cambiaría su vida. Su hermano Malik fue atropellado por un conductor imprudente y murió horas más tarde. A Fadela le aterrorizó ver cómo la policía se ponía del lado del conductor. Esta experiencia la llevó, a los diecisiete años, a organizar con unas amigas una «marcha cívica» para apuntar a los jóvenes del barrio en las listas electorales de Clermont-Ferrand. A los 18 participó en la creación de la Association des femmes pour l'échange intercommunautaire (Asociación de mujeres para el intercambio intercomunitario), un pionero ejemplo de feminismo islámico, cuyo objetivo era: «Crear un espacio de intercambio, de solidaridad, portador de proyectos para la vida de la barriada.»
En 1983 tomó parte de una manifestación masiva de Beurs (Franceses de origen Magrebí) y desde 1986 participó como activista de la organización de derechos civiles SOS Racismo. En 2000 fue elegida presidente de la Fédération nationale des maisons des potes (FNMP). En 1989 estableció la Comisión de Mujeres, cuyo principal objetivo era investigar la situación de la mujer en áreas urbanas y suburbanas y registrar las demandas de esas comunidades.
Tras el asesinato en 2002 de la joven de 17 años Sohanne Benziane, organizó una marcha desde el lugar del asesinato bajo una pancarta con el lema Ni Putes, Ni Soumises (Ni putas ni sumisas). El lema funcionó y se convirtió en el lema de la organización que actualmente preside.
En 2002 organizó un parlamento de mujeres en La Sorbona al que acudieron cerca de 250 participantes. Allí se elaboró una petición para la que se llegaron a recoger casi 20.000 firmas y organizó el Tour de Francia de Ni putas ni sumisas, que finalizó en París el 8 de marzo de 2003.
El 19 de junio de 2007 fue nombrada Secretaria de Estado a cargo de la Política de la Ciudad en el Ministerio de Vivienda y urbanismo del gobierno del primer ministro de Francia François Fillon. (Su cargo depende de la ministra de Vivienda y urbanismo Christine Boutin.)
El 1 de agosto de 2007 lanzó su blog Pour ma ville (Por mi ciudad).